# Dijagnostička virusologija
Dijagnostička virusologija (engl. Diagnostic Virusology)  je skup metoda laboratorijske dijagnostike virusnih infekcija. Dijagnostička virologija je u 21. veku doživela čitav niz brzih promena usled pojave molekularnih tehnika i povećane kliničke osetljivosti seroloških ispitivanja.

## Značaj
Dijagnostička virusologija je od izuzetnog značaj kod virusnih infekcija u nekim oblastima kliničke medicine, kod:
- imunokompromitovanih pacijenta,
- bolesnika sa transplantiranim oganima,
- transplantacije koštane srži,
- HIV pozitivnih pacijenta,
- pacijente sa seksualno prenosivim bolestima,
- akutnih respiratornih infekcija,
- gastrointestinalnih infekcija (naročito kod male dece, ali i kod odraslih),
- infekcija sličnim mononukleozi,
- akutnih ili hroničnih virusnih hepatitisa,
- teških infekcija oka,
- kod novorođene dece i fetuse sa kongenitalnim infekcijama.[1]

Dijagnostika virusološka takođe ima poseban značaj za javno zdravlje, jer uspešno, identifikuje uzročnika respiratornih infekcija i krucijalna je za prepoznavanje novih sojeva virusa influence i može inicirati program masovne imunizacije u slučaju pojave epidemije.

## Metode
Od najpoznatijih metoda virusologije u kliničkoj laboratorisjkoj dijagnostici se primenjuju:

### Vizuelizacija virusa elektronskim mikroskopom
Elektronska mikroskopija je složena, skupa, tehnički komplikovana metoda dijagnostike virusa, koja zahteva dobro obučen kadar, koji je samo jedan od nedostataka metode. U druge nedostke spadaju:
- niska osetljivost (potrebno je > 106  virusnih čestica/ml ili gr uzorka),
- virusi koji imaju iste morfološke karakteristike (oblik, veličinu i simetriju) odnosno pripadaju istoj familiji ne mogu se diferencirati elektronskom mikroskopijom.

Zato je ova metoda uglavnom ograničene upotrebe,  koja se svodi na istraživačke laboratorije i centre.

### Detekcija virusnih antigena
Detekcija virusnih antigena se zasniva na imunofluorescenciji, imunoenzimskim testovima (imunoperoksidaza, ELISA,  aglutinacija). Najčešće se metodama detekcije virusnih antigena, koristi za njihovu identifikuju:
U uzorcima iz respiratornog trakta — identifikuju se: respiratorni sincicijalni virus (RSV),  virus influence i parainfluence,  adenovirusi
U uzorcima iz kožnih lezija — identifikuje se HSV i VZV
U uzorku stolice  — identifikuje se rotavirus
U uzorcima krvi pacijenta — identifikuje se HSV i VZV  i CMV i hepatitis B virus (površinski antigen)

### Detekcija virusnog genoma
Detekcija virusnog genoma je molekularna tehnika koja se zasniva na PCR, drugim tehnikama amplifikacije nukleinskih kiselina, DNK ili RNK hibridizaciji i sekvenciranje nukleinskih kiselina
Detekcija virusnog genoma u novije vreme se pokazalae kao dobra metoda, kod virusnog genoma (DNK ili RNK) za:
- otkrivanje novih virusa,
- ispitivanje rezistencije virusa,
- dizajniranje novih antivirusnih lekova,
- dizajniranje vakcina.

### Izolocija virusa (ćelijska kultura)
Izolacija virusa ili ćelijska kultura, može da bude iz:
- embrionisanih jaja,
- laboratorijske životinje.

### Dokazivanje antivirusnih antitela u serumu (serologija)
Serologija se zasniva na:
- testu neutralizacije,
- testu inhibicije hemaglutinacije,
- testu aglutinacije,
- testu fiksacije komplementa,
- ELISA,
- imunofluorescenciji,
- vestern blot tehnici.

Izolacija virusa u ćelijskoj kulturi, iako je vrlo senzitivna i specifična metoda, primenjuje se samo u bolje opremljenim laboratorijama jer zahteva specifičnu opremu i određeno iskustvo mikrobiologa.

#### Dijagnostička primena seroloških testova
Neki od primera dijagnostičke primene seroloških testova u virusologiji prikazan je u donjoj tabeli:
| Dijagnostička primena seroloških tehnika         | Dijagnostička primena seroloških tehnika                                                                                    |
| Test                                             | Pimeri primene testa |
| ------------------------------------------------ | --- |
| Fiksacija komplementa                            | - Detekcija antitela specifičnih za respiratorne viruse                                                                     |
| ELISA                                            | - IgG/IgM antitela - rubela, morbili, mumps, HIV, hepatitis A - Antigeni - HBs u serumu, norovirusa i rotavirusa u stoliici |
| Imunofluorescencija                              | - IgG/IgM antitela - EBV,VZV - Antigen – RSV, influenca i drugi respiratorni virusi u respiratornim sekretima               |
| Aglutinacija                                     | - Antitela - rubela, toksoplazma - Antigen - rotavirus, norovirus                                                           |
| Vestern blot i rekombinantni imunovezujući eseji | - Potvrdni za HIV i HCV |

## Spoljašnje veze
|  | Molimo Vas, obratite pažnju na važno upozorenje u vezi sa temama iz oblasti medicine (zdravlja). |